# Pam Patenaude
Pamela Hughes Patenaude (20 de enero de 1961) es una política estadounidense. Fue la subsecretaria de Vivienda y Desarrollo Urbano de los Estados Unidos desde septiembre de 2017 hasta enero de 2019.
Antes de ocupar el cargo en HUD, fue presidenta de La Fundación J. Ronald Terwilliger Para Familias de Housing America's y directora de política de vivienda en El Centro de Políticas Bipartidistas. Se desempeñó como subsecretaria de Desarrollo, Urbanismo y Urbanismo para la Comunidad, durante la Administración de George W. Bush. Fue propuesta como candidata a secretaria de Vivienda y Desarrollo Urbano en la administración de Trump, pero finalmente fue nominada para el cargo de subsecretaria bajo el eventual secretario Ben Carson.